# Van Sijpesteijnkade

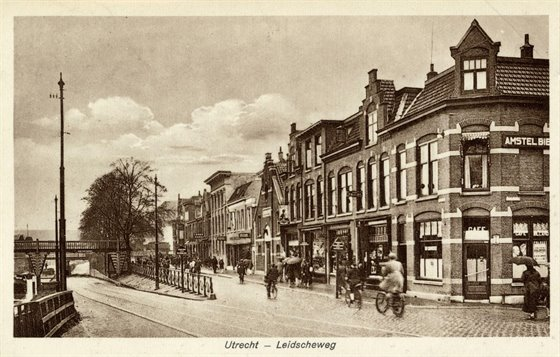
Van Sijpesteijnkade tussen 1918 en 1928

De Van Sijpesteijnkade is een straat in het centrum van de Nederlandse stad Utrecht. De straat ligt aan een overblijfsel van de Leidse Rijn in de omgeving van station Utrecht Centraal.

## Geschiedenis
Tot 1974 heette de straat de Leidseweg. De Van Sypesteynkazerne, vernoemd naar de krijgsgeschiedkundige Jan Willem van Sypesteyn, stond tot de sloop rond 1968 hieraan. In 1974 volgde de hernoeming van het meest oostelijke deel van de Leidseweg naar de Van Sijpesteijnkade. De bebouwing aan de Van Sijpesteijnkade is/was tot omstreeks 2014 in tegenstelling tot de meeste andere gebouwen in het stationsgebied van Utrecht vooroorlogs. Opvallend aan deze gevelwand is het rijksmonument op nummer 25, een in 1912 tot kantoor verbouwd woonhuis.

## Sloop en herontwikkeling
In het kader van de aanpak van het stationsgebied (CU2030) zijn, ondanks protesten, alle gebouwen, met uitzondering van nummer 25, afgebroken. Dit in verband met de aanleg van HOV-banen, het verval van de panden en de plannen voor kantoren en woningbouw. Rond 2014 startte de sloop. Volgens projectontwikkelaar NS zal de historie een prominente rol krijgen in de nieuwbouw.

## Nr 25: Woontoren 'De SYP'
Begin 2017 is gestart met de bouw van de 90 meter hoge woontoren De Syp. Naar verwachting zal de toren die is ontworpen door Oeverzaaier Architecten worden opgeleverd in het 1e kwartaal van 2019. Het oorspronkelijke rijksmonument op nummer 25 is in het ontwerp behouden en zal fungeren als de historische entree van de woontoren. De Syp aan de Sijpesteijnkade was na oplevering na de Dom van Utrecht (112 meter), het Rabobank Bestuurscentrum (105 meter) en het Stadskantoor Utrecht (94 meter) het op drie na hoogste gebouw van de stad..